# Boeing 747SP
Boeing 747SP (från engelskans Special Performance) är en förkortad version av Boeing 747 utvecklad för längre räckvidd. Planet utvecklades för att konkurrera med de mindre långdistansflygplanen McDonnell Douglas DC-10 och Lockheed L-1011. Flygbolaget Pan Am önskade sig en variant av 747-100 som kunde flyga direkt mellan New York och Mellanöstern, vilket även Iran Air gjorde och den första ordern placerades av Pan Am år 1973.
SP varianten av 747:an är 56.31 meter lång (184 fot och 9 tum) och 14 meter (47 fot) kortare än originalversionen av flygplanet. Boeing 747SP flög för första gången den 4 juli 1975 och godkändes av amerikanska Federal Aviation Administration 4 februari 1976 och levererades till Pan Am samma år. Flygplanet kan ackommodera 230 passagerare i en tre-klass konfiguration eller 331 i två-klass konfiguration (303 ekonomi, 28 business) och ett maximum om 400 passagerare i en enkel-klass konfiguration.

## Utformning

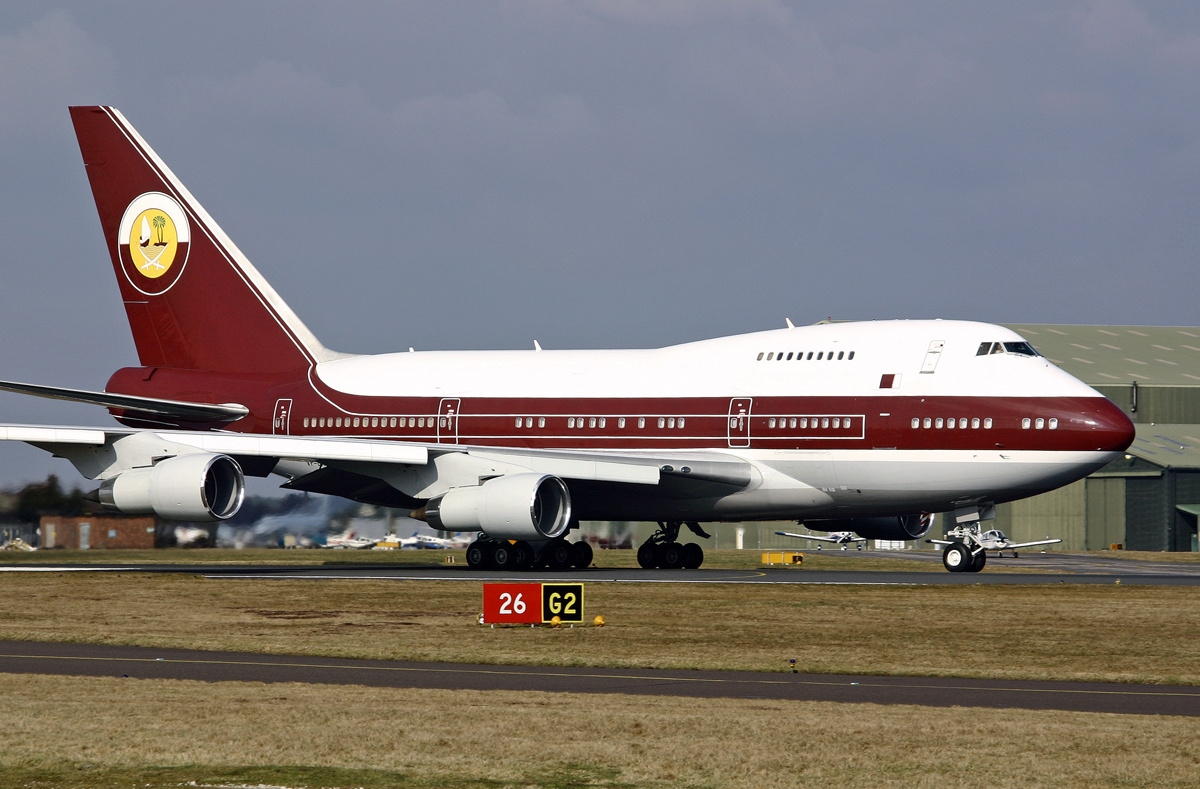
VIP-variant av 747SP som dåvarande emiren i Qatar disponerade.

Utöver att flygplanet är kortare och har färre kabindörrar så har 747SP förenklade vingklaffar och högre vertikal fena för att kompensera för den kortare flygplanskroppen. Den använder även använder klaffar i ett stycke på de bakre kanterna, snarare än de mindre trippelslitsade klaffarna på standardvarianten.